# Agrostis ambatoensis
Agrostis ambatoensis là một loài thực vật có hoa trong họ Hòa thảo. Loài này được Asteg. mô tả khoa học đầu tiên năm 1982.